# Ferrocarril del Sur (Perú)
El Ferrocarril del Sur y Sur Oriente del Perú es un ferrocarril de trocha estándar (1435mm) que brinda el servicio desde el puerto de Matarani, pasando por las ciudades de Arequipa, Juliaca, Pucará, Sicuani y Cuzco, con un ramal suplementario hasta la ciudad incaica de Macchu Picchu. Tiene 940 km de extensión lo cual lo convierte en el más extenso de todos los ferrocarriles que se han construido y que aún circula en Perú. La construcción la comenzó el ingeniero Henry Meiggs en el siglo XIX.
Parte del puerto de Mollendo, sube hasta Arequipa, para después llegar a Juliaca, donde se bifurca en un ramal hacia Puno, a orillas del Lago Titicaca, y el otro hasta la ciudad del Cuzco. Los puntos de elevación máximos los alcanza entrando al departamento de Puno, en el paso de "Crucero Alto" (4480 m s. n. m. según Google Earth) y saliendo del departamento de Puno, en la estación La Raya (4319 m s. n. m.).
Actualmente su explotación corresponde a la concesionaria Ferrocarril Transandino S.A., bajo la cual operan las empresas PeruRail e Inca Rail.

## Historia
Este ferrocarril se inició con la puesta en servicio del tramo Mollendo-Arequipa el 6 de enero de 1871, cuya construcción diera comienzo un año antes. Posteriormente se completó la línea Arequipa-Puno, que se inauguró en enero de 1874.
El trabajo estuvo a cargo de obreros peruanos y bolivianos. El costo de este tramo fue de 33 millones de soles. El costo de la sección Mollendo-Arequipa había sido un millón ochocientos mil soles. Se inició el tramo Juliaca-Cuzco por 25 millones en 1872 y se paralizó en 1875 por dificultades económicas. En 1890, después de quince años de inactividad debido a la guerra y otras causas, y firmado el contrato Grace, se reanudaron los trabajos por parte de la Peruvian para terminarlo hasta el Cuzco. En 1892 se llegó a Maranganí y en 1894 a Sicuani. Alcanzó el Cuzco en 1908, ya en el siglo XX. Fue cedido a la Peruvian a perpetuidad en 1928.

## Secciones de la ruta
- Tramo Sur: Arequipa - Cuzco Wánchaq (ancho de vía estándar 1435mm)
- Tramo Sur Oriente: Cuzco San Pedro - Machu Picchu (ferrocarril de trocha angosta 914mm)

## Ramales
- Ramal Arequipa-Islay-Matarani-Mollendo (ancho de vía de 1435mm)
- Ramal Juliaca-Puno (ancho de vía de 1435mm)

## Material rodante
Locomotoras del Ferrocarril del Sur:
- Locomotoras: ALCo DL560 N°600, ALCO DL 543 N°550 - 560 (11),  MLW DL560D N°651-660 (10) ,  GMD GT26CW-2 N°751-755 (7), Progress Rail GT42AC N°800-814 ( 15 adquiridas el 2015).

Locomotoras y Autovagones del Ferrocarril Sur Oriente.
- Peru Rail: Autovagon Ferrostaal (2), Autovagones Macosa/MAN (7), un Autovagones Zanello (2), Locomotoras ALCo DL535B (9), ALCo DL535M (1), ALCo DL535A (2), EMD Gr12 (2), Locomotoras San Luis LSL 1400-2 (8).

- Material rodante de Inca Rail: Autovagones Đuro Đaković (9), MAN, Ferrostaal (6) y LRV-2000 (6).